# Anastazew (województwo łódzkie)
Anastazew – wieś w Polsce położona w województwie łódzkim, w powiecie zgierskim, w gminie Parzęczew.
W latach 1975–1998 miejscowość administracyjnie należała do ówczesnego województwa łódzkiego.
W 2011 roku wieś była zamieszkiwana przez 34 osoby. 